# Rio Lauch
O Lauch é um rio da Alsácia, França, com uma extensão de cerca de 50 km, um fluxo médio de 2,8 m³/s. Sua bacia hidrográfica estende-se por 390 km².
O Lauch tem sua fonte no lado oriental dos Vosges, nas encostas do Markstein. Um pouco mais abaixo, uma barragem datando de 1894 forma o lago de Lauch. O rio atravessa em seguida o Florival (o outro nome do vale do Lauch), banhando Guebwiller e Rouffach. Seus principais afluentes são o rio Ohmbach, o rio Lohbach e o Velho Thur, braço divergente do rio Thur. Após receber as águas do canal do Logelbach, o Lauch desagua no rio Ill em Colmar.

## Etimologia

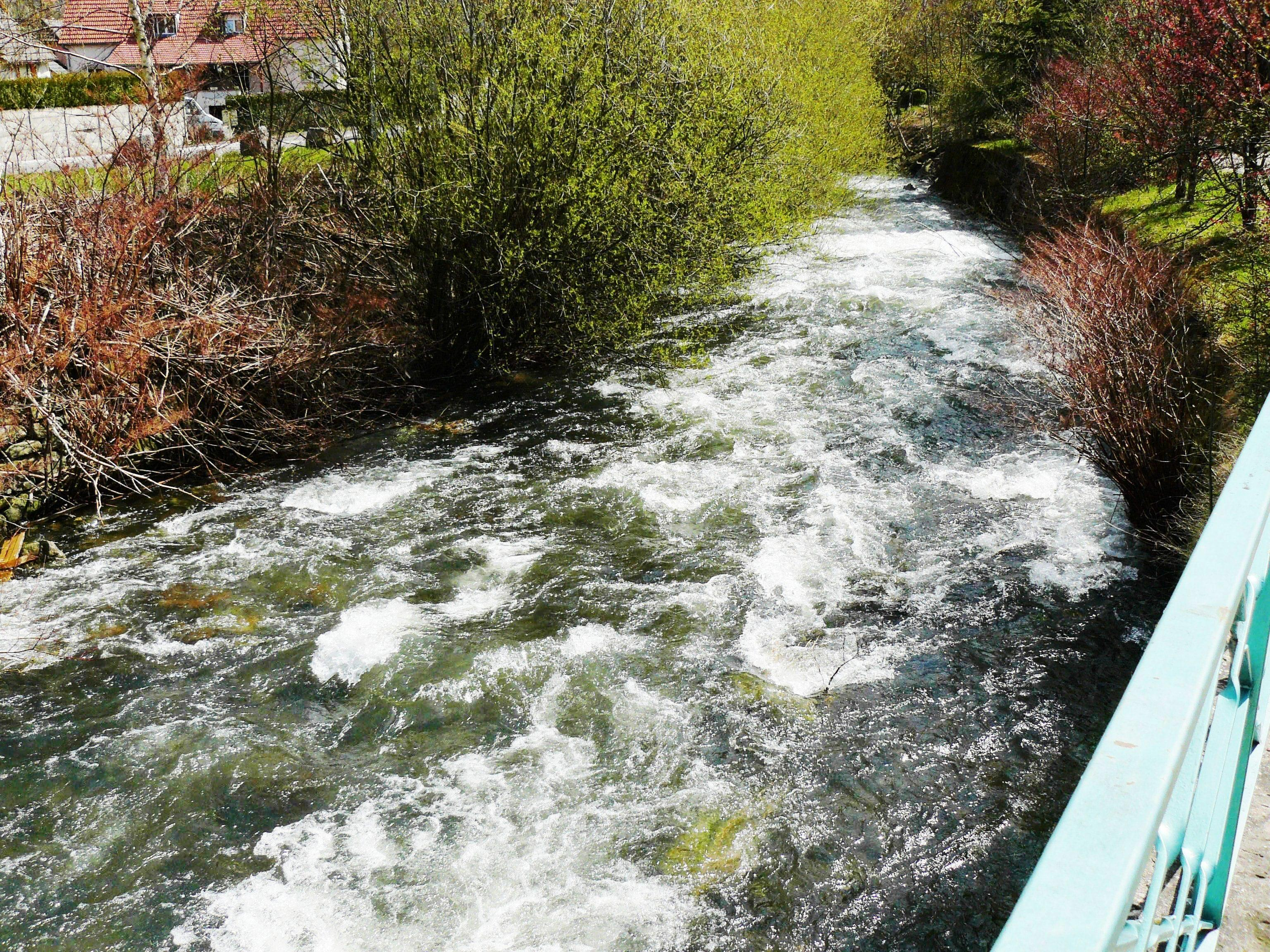
O Lauch em Lautenbach (Alto Reno)

O nome do rio Lauch provém sem dúvida do celta lu = água e bi = pequeno e do alemão antigo aha, água. Nos arquivos encontram-se os nomes Lovhaha em 807, Lorfaha em 818 e Loucha em 1371.

## Curiosidades
A palavra Lauch significa alho-porro em alemão, de cuja família o dialeto alsaciano faz parte. 